# Домінго Санта Марія
Домінго Санта Марія (ісп. Domingo Santa María; 4 серпня 1825, Сантьяго, Чилі — 18 липня 1889, там же) — чилійський державний діяч, адвокат, член ліберальної партії Чилі. У 1881—1886 роках президент Чилі, міністр закордонних справ та колоній Чилі у 1879 році, міністр внутрішніх справ Чилі у 1879—1880 роках, міністр фінансов Чилі у 1863—1864 роках, голова Сенату Чилі у 1888—1889 роках.